# Tinodes rethimnon
Tinodes rethimnon là một loài Trichoptera trong họ Psychomyiidae. Chúng phân bố ở miền Cổ bắc.